# Osmaniye (circonscription électorale)
La circonscription électorale d'Osmaniye correspond à la province du même nom et envoie 4 députés à la Grande assemblée nationale de Turquie.

## Composition
La circonscription d'Osmaniye est divisée en 7 districts (ilçe). Chaque district est composé d'un chef-lieu et de municipalités (communes et villages).

## Résultats électoraux

### Élections législatives de 2018
| Partis                   | Partis                                        | Voix    | %     | Sièges | +/-           | Élus                              |
| ------------------------ | --------------------------------------------- | ------- | ----- | ------ | ------------- | --------------------------------- |
|                          | Parti de la justice et du développement (AKP) | 113 323 | 36,27 | 2      |               | Mücahit Durmuşoğlu et İsmail Kaya |
|                          | Parti d'action nationaliste (MHP)             | 98 996  | 31,68 | 1      | 1             | Devlet Bahçeli                    |
|                          | Parti républicain du peuple (CHP)             | 42 321  | 13,54 | 1      | 1             | Baha Ünlü                         |
|                          | Le Bon Parti (İYİ)                            | 41 699  | 13,34 | 0      | Nv.           |                                   |
|                          | Parti démocratique des peuples (HDP)          | 11 210  | 3,59  | 0      | en stagnation |                                   |
|                          | Parti de la félicité (SP)                     | 3 076   | 0,98  | 0      | en stagnation |                                   |
|                          | Parti de la cause libre (HÜDA PAR)            | 1 169   | 0,37  | 0      | en stagnation |                                   |
|                          | Parti patriote (VATAN)                        | 677     | 0,22  | 0      | en stagnation |                                   |
|                          |                                               |         |       |        |               |                                   |
| Total                    | Total                                         | 312 471 | 100   | 4      | en stagnation | -                                 |
| Inscrits / participation | Inscrits / participation                      | 358 510 | 86,11 |        |               |                                   |

### Élections législatives de 2023
| Partis                   | Partis                                        | Voix    | %     | Sièges | +/-           | Élus                        |
| ------------------------ | --------------------------------------------- | ------- | ----- | ------ | ------------- | --------------------------- |
|                          | Parti de la justice et du développement (AKP) | 114 016 | 33,21 | 2      | en stagnation | Derya Yanık et Seydi Gülsoy |
|                          | Parti d'action nationaliste (MHP)             | 97 767  | 28,47 | 1      | en stagnation | Devlet Bahçeli              |
|                          | Parti républicain du peuple (CHP)             | 59 490  | 17,33 | 1      | en stagnation | Asu Kaya                    |
|                          | Le Bon Parti (İYİ)                            | 43 108  | 12,56 | 0      | en stagnation |                             |
|                          | Parti de la gauche verte (YSP)                | 7 780   | 2,27  | 0      | en stagnation |                             |
|                          | Nouveau parti de la prospérité (YRP)          | 6 688   | 1,95  | 0      | Nv.           |                             |
|                          | Parti de la victoire (ZP)                     | 5 846   | 1,70  | 0      | Nv.           |                             |
|                          | Parti de la patrie (M)                        | 2 140   | 0,62  | 0      | Nv.           |                             |
|                          | Parti de la grande unité (BBP)                | 1 964   | 0,57  | 0      | en stagnation |                             |
|                          | Parti des travailleurs de Turquie (TIP)       | 1 276   | 0,37  | 0      | en stagnation |                             |
|                          | Parti jeune (GP)                              | 653     | 0,19  | 0      | en stagnation |                             |
|                          | Parti patriote (VATAN)                        | 397     | 0,12  | 0      | en stagnation |                             |
|                          | Parti de la justice et de l'unité (AB)        | 383     | 0,11  | 0      | Nv.           |                             |
|                          | Parti de libération du peuple (HKP)           | 373     | 0,11  | 0      | en stagnation |                             |
|                          | Parti de la nation (MP)                       | 273     | 0,08  | 0      | en stagnation |                             |
|                          | Parti communiste de Turquie (TKP)             | 253     | 0,07  | 0      | en stagnation |                             |
|                          | Parti des droits et libertés (HAK)            | 199     | 0,06  | 0      | en stagnation |                             |
|                          | Parti de gauche (SOL)                         | 178     | 0,05  | 0      | en stagnation |                             |
|                          | Mouvement communiste (TKH)                    | 88      | 0,03  | 0      | Nv.           |                             |
|                          | Parti de l'innovation (YP)                    | 56      | 0,02  | 0      | Nv.           |                             |
|                          | Parti de la justice (AP)                      | 22      | 0,01  | 0      | Nv.           |                             |
|                          | Parti de la mère patrie (ANAP)                | 10      | 0,00  | 0      | en stagnation |                             |
|                          | Parti de l'union du pouvoir (GBP)             | 5       | 0,00  | 0      | Nv.           |                             |
|                          | Parti de la route nationale (MYP)             | 2       | 0,00  | 0      | Nv.           |                             |
|                          | Indépendants (Ind.)                           | 385     | 0,11  | 0      | en stagnation |                             |
|                          |                                               |         |       |        |               |                             |
| Total                    | Total                                         | 343 352 | 100   | 4      | en stagnation | -                           |
| Inscrits / participation | Inscrits / participation                      | 386 647 | 87,73 |        |               |                             |